# Ústřice Rockefeller
Ústřice Rockefeller (anglicky Oysters Rockefeller) je americký pokrm z mořských plodů podávaný jako předkrm nebo brunch. Poprvé byl připraven v roce 1889 v restauraci Antoine's v neworleanské Francouzské čtvrti, kde s ním přišel šéfkuchař Jules Alciatore jako s náhražkou francouzských zapečených hlemýžďů připravenou z dostupnějších místních ústřic. Jídlo se stalo symbolem luxusního života a bylo pojmenováno podle ropného magnáta Johna Davisona Rockefellera, který byl koncem devatenáctého století nejbohatším Američanem. Bylinková krusta na ústřicích má proto mít jasně zelenou barvu jako dolarové bankovky.
Pokrm se podává v polovině lastury, která slouží jako zapékací miska. Obsahuje maso ústřice, k němuž se přidá nádivka připravená z másla, strouhanky, parmezánu, česneku a zelených bylinek (petrželová nebo celerová nať, špenát, pelyněk estragon, pažitka pobřežní a jarní cibulka). Naplněné skořápky se naskládají do pekáče na lůžko z hrubozrnné soli a vše se v troubě nebo na grilu zapeče dozlatova. K dochucení se používá kajenský pepř, worcesterská omáčka, olivový olej a Pernod Ricard. Ústřice se podávají horké s nakrájeným citrónem, mohou je doplnit kapary a opečená slanina. Z tohoto receptu vycházejí také další pokrmy jako např. hustá ústřicová polévka Rockefeller Chowder. 
U Antoine's se již prodalo tři a půl milionu porcí ústřic Rockefeller. Restaurace svůj originální recept tají, ovšem v roce 1986 provedl gastronomický spisovatel William Poundstone laboratorní analýzu, z níž určil přibližné složení ingrediencí.